# Itchégué
Le titre d'Itchégué, Etchégué, Etchagué ou Etchéguié, (ěččægē) est un titre spécifique de l'Église éthiopienne orthodoxe. Il a d'abord été porté par le supérieur du monastère de Debré Libanos, puis de tous les monastères, qui était également chef de l'administration ecclésiastique, deuxième personnage de l'Église après le Métropolite. Il est actuellement porté par le primat de l'Église, dont le titre complet est « Patriarche et Catholicos d'Éthiopie, Itchégué du Siège de Takla Haïmanot et Archevêque d'Aksoum ».